# قصة الرجل القادر على الحساب
قصة الرجل القادر على الحساب (بالبرتغالية: O Homem que Calculava) هو كتاب في الرياضيات المسلية، كتبه مالبا طحان، وهو اسم مستعار لخوليو سيزار دي ملو آسوسا.
طبع الكتاب مرارا وترجم إلى لغات عدة، وقد ترجم إلى العربية من قبل عزة حسين كبه، وتمت هذه الترجمة عن الإنكليزية.

## الطبعة العربية
قصة الرجل القادر على الحساب، مجموعة من المغامرات الرياضية، رواية. ترجمة: عزة حسين كبه، مراجعة: إبراهيم عبد الرزاق. الطبعة الأولى 2006 م، منشورات الجمل، العراق - ألمانيا.